# Gayenna sigillum
Gayenna sigillum är en spindelart som beskrevs av Cândido Firmino de Mello-Leitão 1941. 
Gayenna sigillum ingår i släktet Gayenna och familjen spökspindlar. Inga underarter finns listade i Catalogue of Life.